# Bibeb

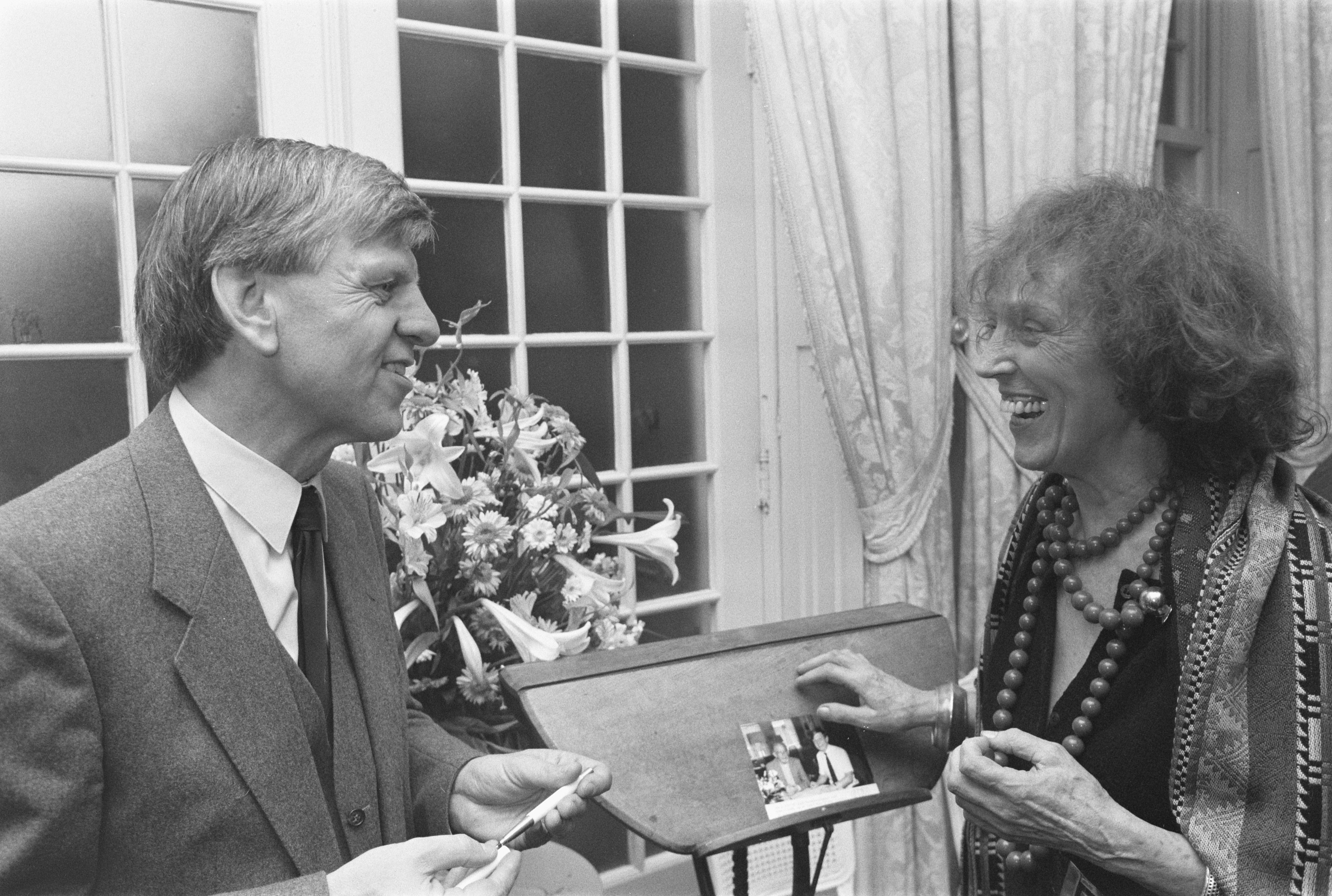
Bibeb (rechts) 1987

Bibeb (* 15. Juni 1914 in Sloterdijk; † 18. Januar 2010 in Scheveningen; eigentlich Elisabeth Maria Lampe-Soutberg) war eine niederländische Journalistin. Sie wurde für ihre Interviews bekannt, die jahrzehntelang meist in der (zu jener Zeit noch) Wochenzeitung Vrij Nederland veröffentlicht wurden.

## Leben
Nach ihrer frühen Heirat ging Bibeb mit ihrem ersten Mann Walther Schaper, auch ein Journalist, nach Niederländisch-Ostindien. Während des Zweiten Weltkriegs wurde sie von den japanischen Besatzern in Internierungslagern festgesetzt. Nachdem Bibeb in Niederländisch-Ostindien für die Sumatra Post und das Magazin Oké gearbeitet hatte, kehrte sie mit ihrem Mann in die Niederlande zurück. Schaper wurde Chefredakteur von De Nieuwe Pers, dem Kooperationsverband der außerhalb Amsterdams erscheinenden Regionalausgaben von Het Parool, während Bibeb für das Haagsch Dagblad arbeitete, eine der Regionalausgaben von De Nieuwe Pers. Sie schrieb Reiseberichte und führte seit Anfang der 1950er Jahre vermehrt Interviews, erst für De Nieuwe Pers, anschließend für Vrij Nederland. Nach ihrer Scheidung von 1950 heiratete sie den Maler George Lampe, der später für einige Jahre als Freier Mitarbeiter Kunstkritiker bei Vrij Nederland war und Bibebs Kolumnen im Haagsch Dagblad illustrierte.
Bibebs Interviews, deren Dauer oft mehrere Stunden umfasste, waren dafür bekannt darauf gerichtet zu sein, die Persönlichkeit des Interviewten in seinem Lebenszusammenhang offenzulegen. Hierzu betrieb Bibeb im Allgemeinen eine akribische Vorbereitung. Die Interviews wurden zu einem Aushängeschild von Vrij Nederland, dasjenige mit dem damaligen niederländischen Verteidigungsminister Henk Vredeling in der Ausgabe des 31. August 1974 war so populär, dass 26.000 Exemplare nachgedruckt wurden.
Die Zeitspanne der Interviews umfasst die Jahre 1945–1995; von den mehr als 600 Interviewten dieser Zeit waren etwa 100 keine Niederländer, darunter fanden sich Personen wie Brigitte Bardot, Breyten Breytenbach, Truman Capote, Marc Chagall, Juliette Gréco, Federico Fellini, Marcello Mastroianni und Pablo Picasso. Obwohl Bibeb vor allem Künstler interviewte, waren gelegentlich auch Industrielle und Politiker ihre Gesprächspartner, darunter befand sich neben dem bereits erwähnten niederländischen Verteidigungsminister Vredeling beispielsweise auch dessen israelischer Kollege Mosche Dajan. Etwa die Hälfte der Interviews wurde in einer Reihe von Bänden zusammengefasst.

## Werke
- Bibeb in Rome, A.W. Bruna en Zoon, Utrecht 1957
- Bibeb in Holland, A.W. Bruna en Zoon, Utrecht 1958
- Bibeb in Parijs, A.W. Bruna en Zoon, Utrecht 1959
- Bibeb in Londen, A.W. Bruna en Zoon, Utrecht 1959
- Bibeb aan de Riviéra, A.W. Bruna en Zoon, Utrecht 1961
- Bibeb en VIPs, Polak & Van Gennep, Amsterdam 1966
- Bibeb en andere VIPs, Polak & Van Gennep, Amsterdam 1967
- De mens is een ramp voor de wereld, Polak & Van Gennep, Amsterdam 1969
- Veertien vrouwen, Polak & Van Gennep, Amsterdam 1974
- Interviews 1973/77, Polak & Van Gennep, Amsterdam 1977
- Bibeb met..., Polak & Van Gennep, Amsterdam 1980
- Bibeb en de kunst, Polak & Van Gennep, Amsterdam 1985